# Samsung Galaxy M
La gamme Samsung Galaxy M est une série de smartphones grand public de la marque Samsung Galaxy. 
Elle est composée de smartphones Android d'entrée de gamme, avec des tarifs très compétitifs visant surtout les marchés d'Asie et d'Afrique. La gamme est composée d'environ 10 smartphones à des prix inférieurs à 300 €, avec de nouvelles versions présentées chaque année.
Cette gamme vient remplacer l'ancienne série Galaxy J, fusionnée avec les Galaxy A en 2019 pour produire des appareils plus compétitifs, notamment face à l'émergence de marques chinoises - et une offre plus large et cohérente,.

## Modèles

### 2019
La série Galaxy M de 2019, première de la gamme, est composée de dix appareils : les Galaxy M10, M10s, M11, M11s, M20, M20s, M30, M30s, M40, M40s, M50 et M60, avec des prix ne dépassant pas les 300 €. La plupart de ces appareils ne sont cependant disponibles qu'en Inde. Cette série met l'accent sur l'autonomie des téléphones, avec le Galaxy M20s possédant par exemple une batterie de 6 000 mAh, soit 1,7 fois plus grosse que celle du Samsung Galaxy Note 10, alors flagship de la marque. Tous ces smartphones sont équipés d'écrans Infinity avec une encoche, une première pour la marque coréenne, à l'exception du Galaxy M60, possédant un écran Infinity-O avec un trou dans l'écran pour y loger la caméra comme sur le Samsung Galaxy S10,. En contrepartie, les smartphones sont équipés d'un processeur entrée de gamme, comme l'Exynos 7870 pour le Galaxy M10.

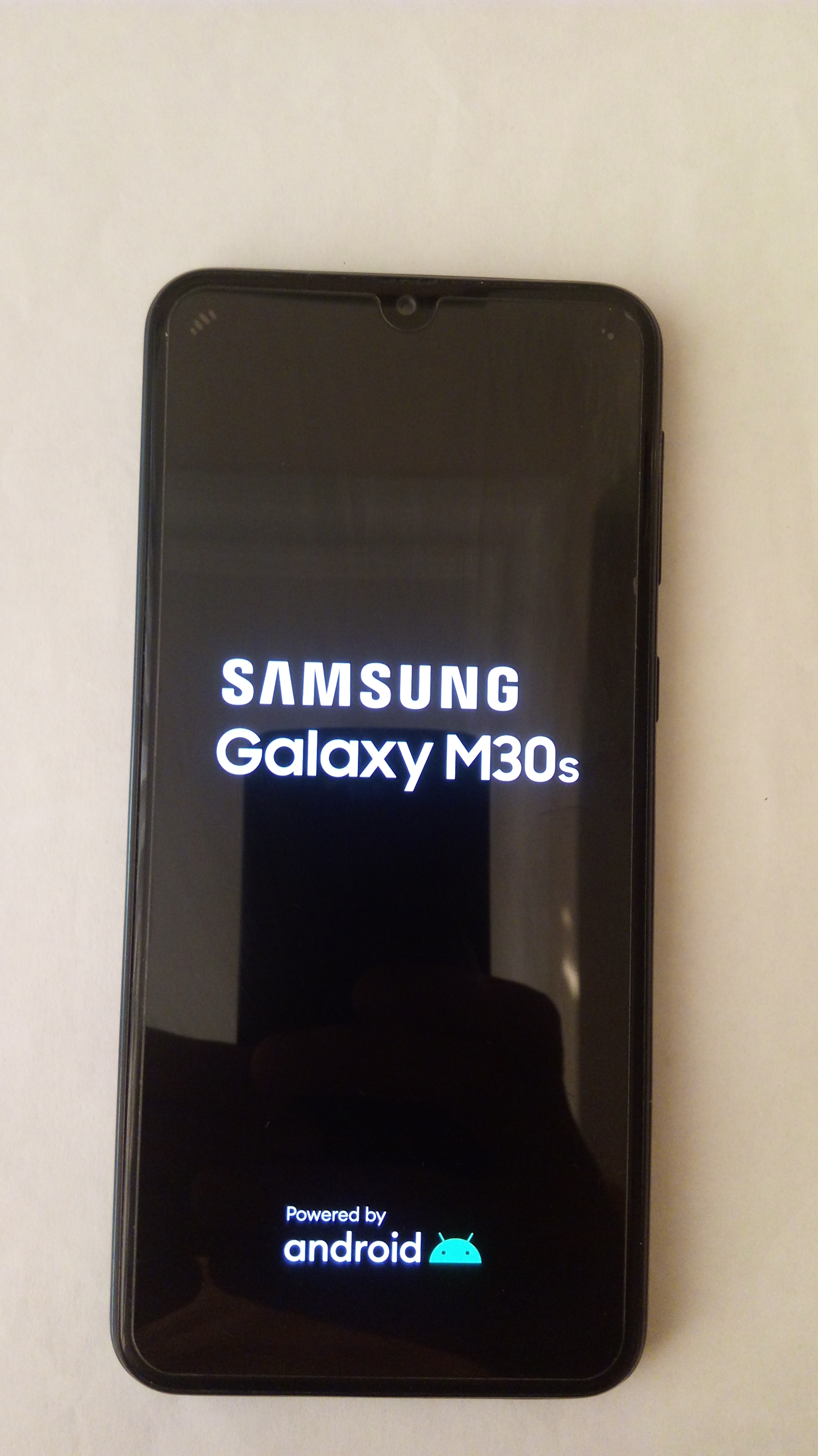
M30s

### 2020
En mars 2020, les Galaxy M21 et M31 et M31s sont présentés. Tout comme leurs prédécesseurs, ils embarquent des batteries de 6 000 mAh et trois ou quatre capteurs photos.

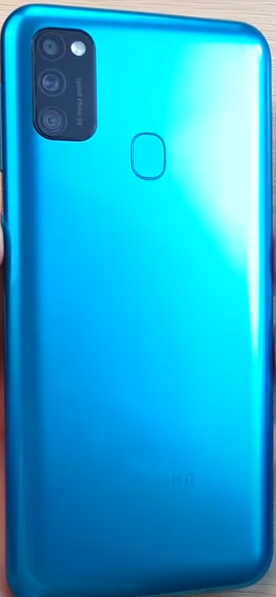
M21
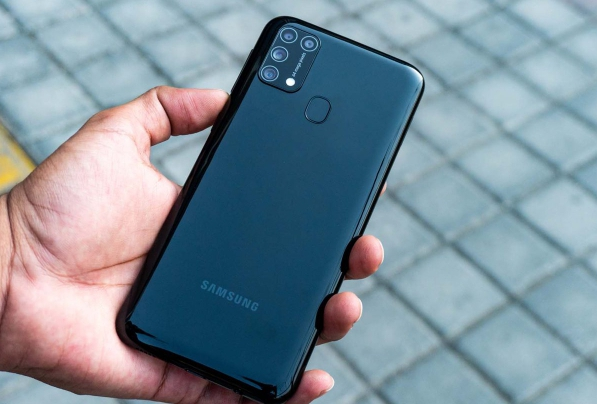
M31

### 2021
Listes des différents modèles de la gamme Samsung Galaxy M 2021
- Samsung Galaxy M02, M02s ;
- Samsung Galaxy M12[9] ;
- Samsung Galaxy M22 ;

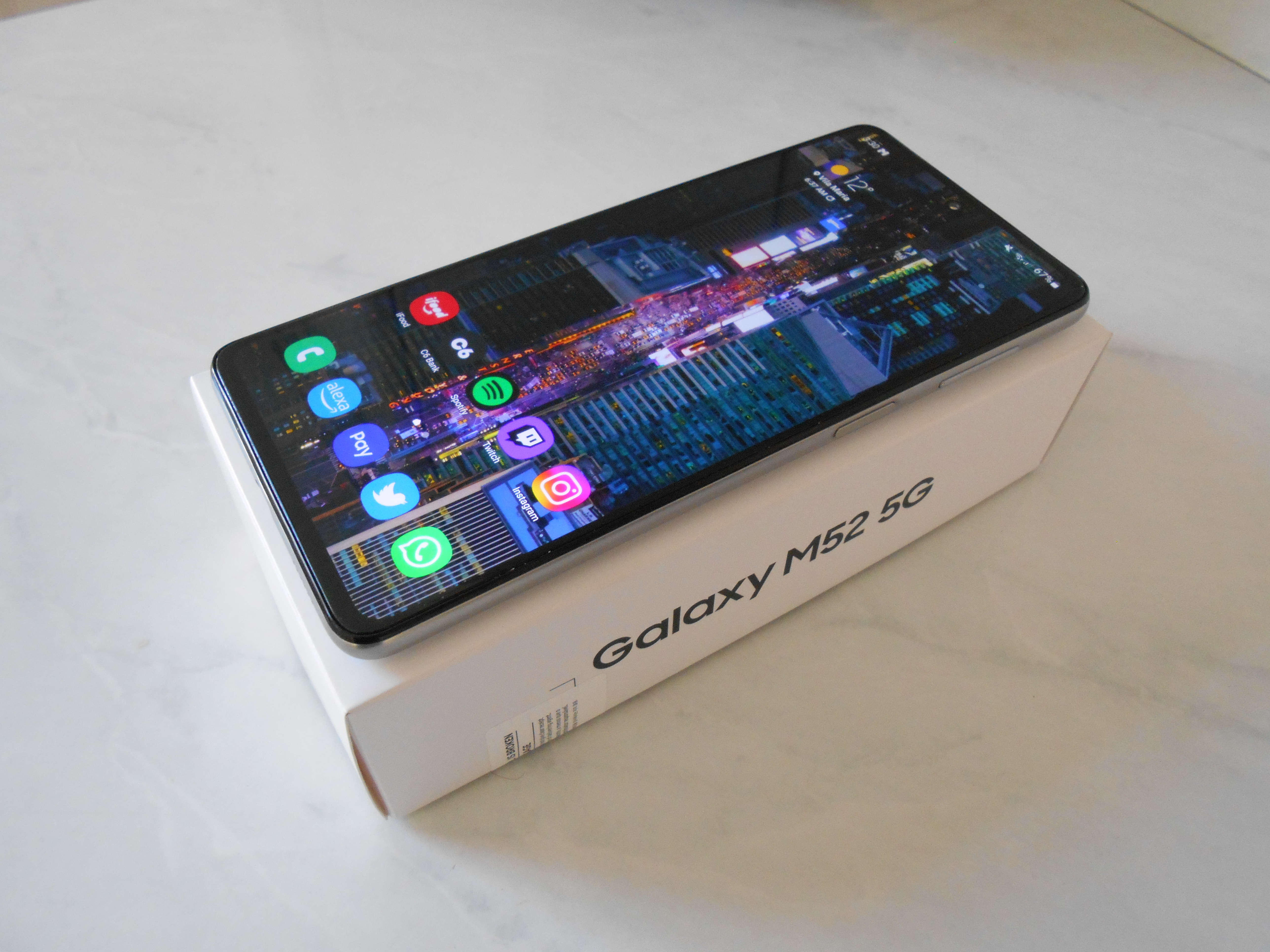
Samsung Galaxy M32[10] (4G/5G) ;
- Samsung Galaxy M42 5G[11] ;
- Samsung Galaxy M52 5G ;
- Samsung Galaxy M62[12].

- M52 5G

### 2022
Listes des différents modèles de la gamme Samsung Galaxy M 2022
- Samsung Galaxy M13 (4G/5G)[13] ;
- Samsung Galaxy M23 5G[14] ;
- Samsung Galaxy M33 5G[15] ;
- Samsung Galaxy M53 5G[16].

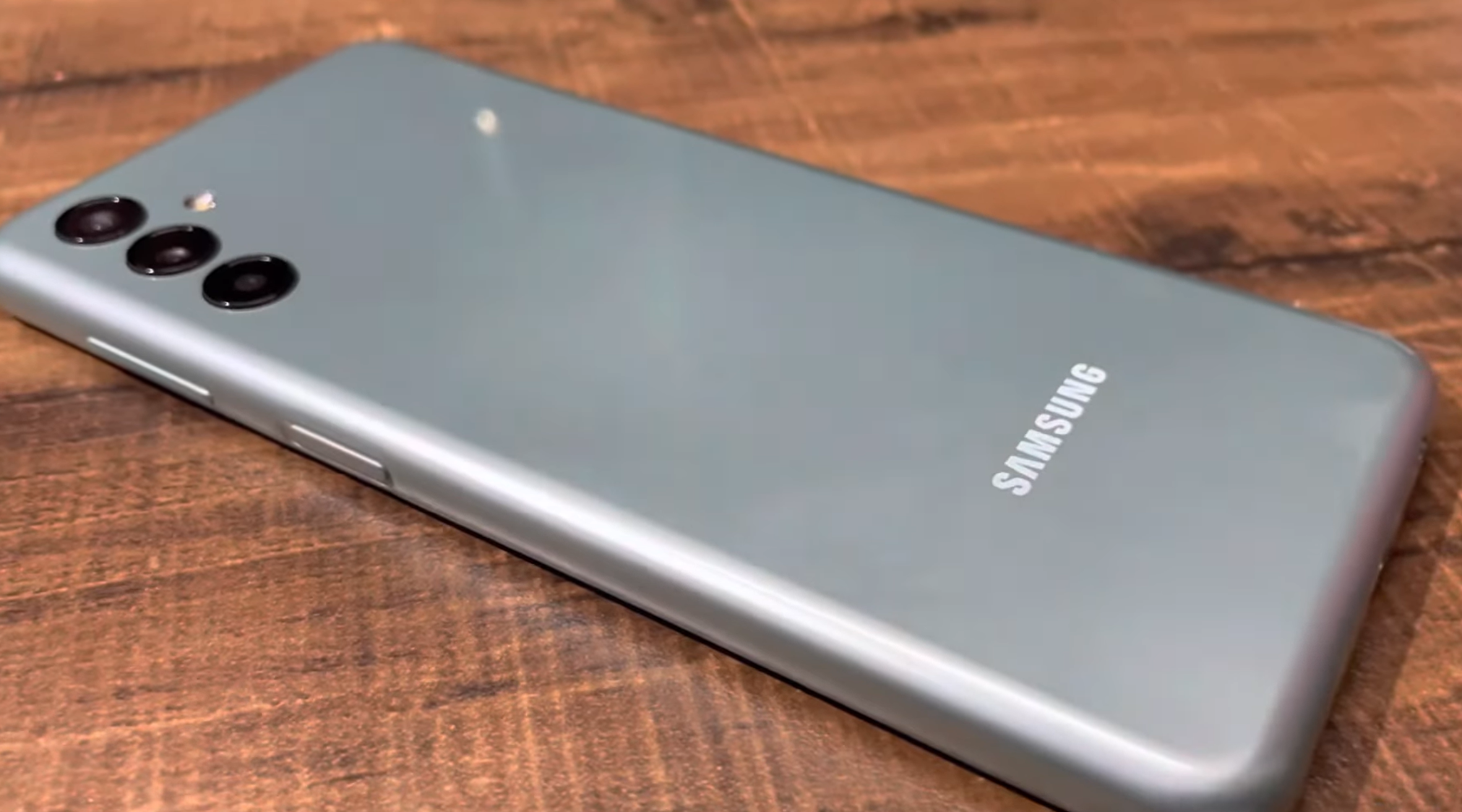
M13

### 2023
Listes des différents modèles de la gamme Samsung Galaxy M 2023
- Samsung Galaxy M04 ;
- Samsung Galaxy M14[17] (4G/5G) ;
- Samsung Galaxy M34 5G[18] ;
- Samsung Galaxy M54 5G.

### 2024
Listes des différents modèles de la gamme Samsung Galaxy M 2024
- Samsung Galaxy M05 ;
- Samsung Galaxy M15 5G[19] ;
- Samsung Galaxy M35 5G[20] ;
- Samsung Galaxy M55 5G, M55s 5G.

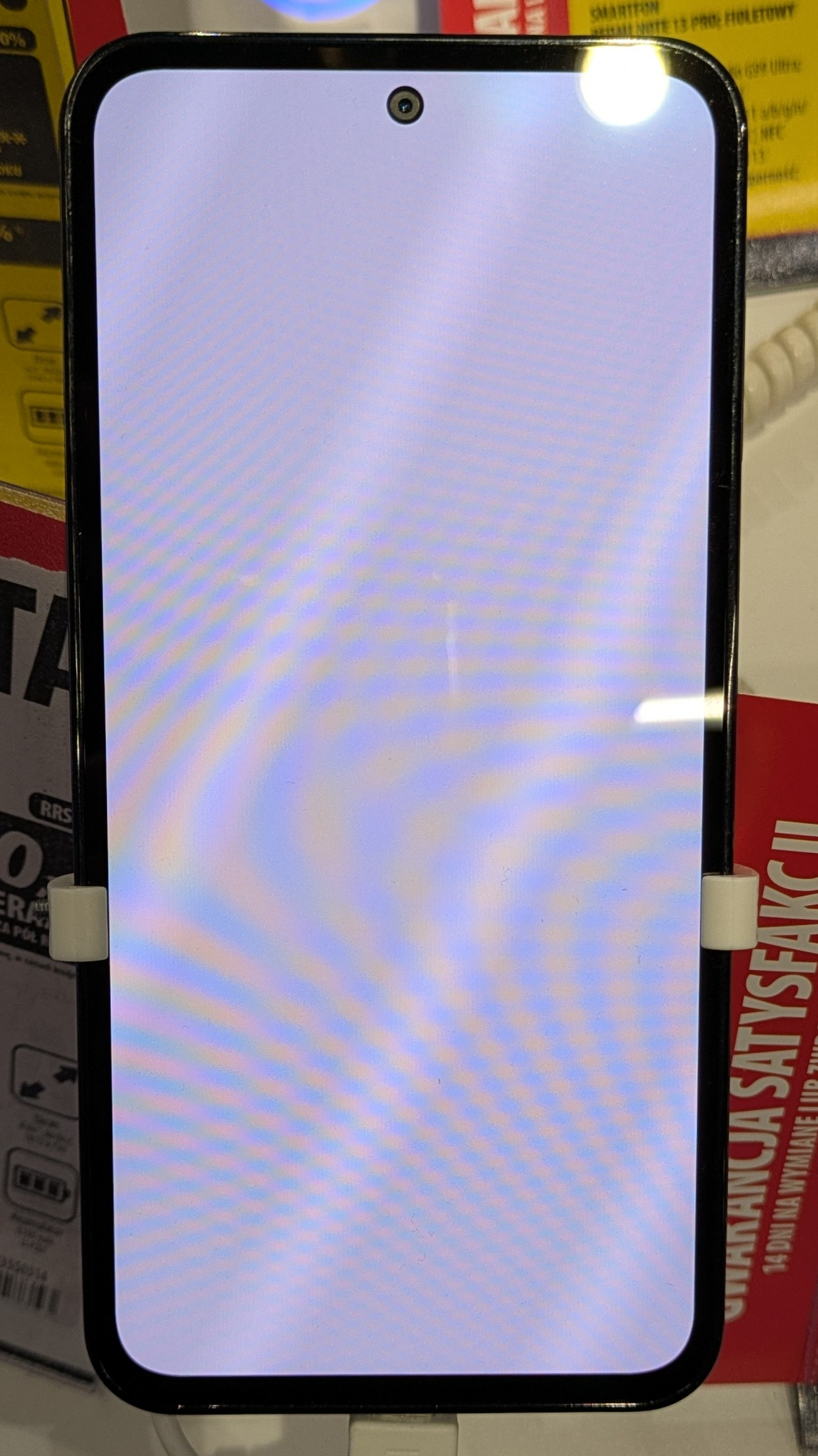
M35

### 2025
Listes des différents modèles de la gamme Samsung Galaxy M 2025
- Samsung Galaxy M06 5G ;
- Samsung Galaxy M16 5G[21] ;
- Samsung Galaxy M36 5G[22] ;
- Samsung Galaxy M56 5G[23].